# Княгиня (повість)
«Княгиня» — одна з перших повістей Тараса Шевченка, написана російською мовою під час заслання в Новопетровському укріпленні. Повість була написана 1853 року й присвячена Броніславу Залеському. Як зазначав Шевченко, повість значною мірою є біографічною й містить яскраво виражені антикріпосницькі мотиви.

## Історія
Повість датується 1853 роком і місцем написання — Новопетровським укріпленням. Документальних свідчень про роботу Шевченка над твором не збереглося. «Княгиня» — перша з повістей, яку він прагнув опублікувати. Наприкінці 1854— на початку 1855 років Шевченко переслав через художника М. О. Осипова рукопис повісті до журналу «Отечественные записки». У листі до редактора-видавця А. О. Краєвського, надісланому разом з твором, Шевченко просив надрукувати «Княгиню» під псевдонімом «К. Дармограй»: «Для дебюта посылаю вам мой рассказ „Княгиня“ и прошу вас, если он не противоречит духу вашего журнала, напечатать его. Если же окажется он неудобопечатаемым, то прошу переслать рукопись в г. Оренбург, на имя Бронислава Францевича Залецкого, в баталион № 2. Если же я увижу напечатанным мой рассказ в вашем журнале, то мне приятно будет сообщить вам и будущие мои произведения. Имею честь быть К. Дармограй».
Сподіваючись на публікацію «Княгини» в «Отечественных записках», Шевченко в листі від 6 квітня 1855 року просив О. М. Плещеєва простежити за травневим і червневим номерами журналу й допомогти надрукувати повість у разі, якщо «Отечественные записки» відхилять її: «Еще вот что. У нас не получает никто „Отечественных записок“, а у вас, вероятно, кто-нибудь получает, то просмотрите вы хорошенько май и июнь, не увидите ли там рассказ „Княгиня“, подписанный К. Дармограй. Если нет, то напишите кому-нибудь в Петербург, чтобы получил рукопись в конторе журнала и переслал вам, а вы адресуйте ее в „Современник“, или что найдете лучшим, то с нею и сделайте». 
Не одержавши відповіді від О. Плещеєва, який у той час перебував в Ак-Мечеті, Шевченко з аналогічним проханням щодо «Княгини» звернувся до Бр. Залеського. У листі до нього від 10 червня 1855 року поет писав: «Я писал Алексею (О. М. Плещееву), чтобы он справился через своих знакомых в Петербурге о рукописи К[обзаря] Дармограя; но так как ему теперь это почти невозможно, то прошу тебя, если ты имеешь знакомого в столице, то чтобы он зашел в контору „Отечественных записок“ и взял (если она только не напечатана) рукопись под названием: „Княгиня“, К[обзаря] Дармограя, и прислал бы ее тебе или передал в другой журнал; если же напечатана, то чтобы сделал условие с редактором, на каком может К[обзарь] Дармограй доставлять в редакцию свои рукописи. У Карла (К. I. Герна) есть брат в Петербурге, попроси его, — у меня никого там знакомых не осталось». У наступному листі до Бр. Залеського від 25—26 вересня Шевченко повторив своє прохання: «Если ты можешь как-нибудь узнать о судьбе „Княгини“, то сообщи мне: меня она очень беспокоит». Проте Бр. Залеському, очевидно, не вдалося довідатися про долю повісті.
Не маючи ніяких відомостей про твір з часу пересилки його до А. О. Краєвського, не знаючи навіть, де він знаходиться (М. О. Осипов, на участь якого в справі публікації «Княгини» Шевченко розраховував, виїхав у листопаді 1855 року з Петербурга і довгий час не відповідав на його листи), поет у квітні 1856 року вирішив надіслати рукопис «Княгини» до Петербурга вдруге, вдавшись до посередництва Бр. Залеського. У листі до нього від 21 квітня 1856 року Шевченко писав: «Еще посылаю тебе „Варнака“ и „Княгиню“; прочитай их и поправь, где нужно, отдай переписать и пошли по следующему адресу: „В С.-Петербург, в Академию художеств, художнику Николаю Осиповичу Осипову, на квартире графа Толстого“, — а если имеешь там доброго и надежного человека, то пошли на его имя для известного употребления (для опублікування)».
Після того як рукопис повісті (невідомо, автограф чи копію) Шевченко надіслав А. О. Краєвському, в нього лишився її текст. Найімовірніше, це був автограф, що нині зберігається в Інституті літератури, з якого твір було переписано для Бр. Залеського. Як відомо, Шевченко переслав йому копію «Варнака»: на «поганого писца», що переписав цю повість з численними помилками і пропусками, нарікав Бр. Залеський у листі до поета від 8 червня 1856 року. Ймовірно, що й текст «Княгини», надісланий Бр. Залеському разом з «Варнаком», також переписаний не Шевченком.
Тим часом поет не полишав клопотатися про долю рукопису, надісланого в «Отечественные записки». У листі до А. І. Толстої, написаному 22 квітня 1856 року, тобто на другий день після того, як він послав тексти «Варнака» і «Княгини» Бр. Залеському, Шевченко запитував: «Не сообщите ли вы мне насчет „Княгини“ К. Дармограя, о которой я просил Николая Осиповича?».
16 травня 1856 року поет, нарешті, одержав лист від М. О. Осипова, у якому йшлося і про повість «Княгиня»: «Повесть Дармограя после долгих поисков отыскалась, я хотел лично видеть Краевского, но мне не удалось, потому что он был болен в это время. На рукописи пометка „возвратить“. Я прочел рукопись со вниманием, а так как, по-видимому, автор интересует Вас, то выскажу Вам откровенно свое мнение о сочинении. Во-первых, скажу Вам, что я прочел сочинение с удовольствием, тогда как у меня недостает терпения дочесть знаменитую французскую повесть или роман; тем не менее, мне кажется, что в рассказе много недостатков, проистекающих от недостатка отделки подробностей, отрывочности развития. Я очень досадую на свою слабую память, что не могу привести теперь примера [...]. Рукопись я оставил у граф[ини] Толстой, она через знакомых ей литераторов передаст ее в редакцию „Современника“». Погодившись з М. О. Осиповим щодо недоліків у повісті «Княгиня», Шевченко в листі-відповіді від 20 травня 1856 року все ж сподівався на її публікацію: «Кстати о Дармограе: вы сделали замечание на его „Княгиню“, совершенно согласное с моим замечанием: недостаток отделки в подробностях, и то большой недостаток. Но этот рассказ — один из первых его ученических этюдов. Попишет еще годок-другой, даст Бог, этот недостаток уничтожится. Покойный Карл Павлович говорил: чем малосложнее картина, тем тщательнее должна быть окончена, и это глубоко верно; а все-таки просите графиню Н[астасию] И[вановну] о напечатании этого незрелого творения: это польстит самолюбию творца и, может быть, из этой шутки выйдут результаты серьезные».
Дізнавшись про те, що рукопис «Княгини» не втрачено, і сподіваючись на публікацію твору, Шевченко відразу ж у листі від 20 травня 1856 року повідомляв Бр. Залеського: «По известному тебе адресу (тобто до М. О. Осипова) отошли только „Варнака“, а „Княгиню“ оставь у себя, она уже приютилась». Бр. Залеський одержав рукописи повістей «Варнак» і «Княгиня» і в листі від 8—9 червня 1856 року високо оцінив ці твори: «Обе вещи очень хороши, — хороши простотою и глубоким чувством — верностью». Розповідаючи про вжиті ним заходи щодо публікування «Варнака», Бр. Залеський у листі від 18 вересня 1856 року згадав і «Княгиню»: «В Москве я познакомился с некоторыми издателями „Русского вестника“, и они желали бы иметь что-нибудь автора „Княгини“».
Про інтерес до повісті «Княгиня» з боку російських журналів писала Шевченкові в листі від 8 жовтня 1856 року А. I. Толстая: «Повесть Дармограя хотят напечатать, только с некоторыми изменениями, но где, в каком журнале, еще не знаю». Це повідомлення А. І. Толстої пізніше конкретизував М. О. Осипов у листі до Шевченка від 17 лютого 1858 року: «Кстати о повести, которую Вы доверили мне: я получил ее перед отъездом из Петербурга и, уезжая, передал графине Н[астасье] И[вановне]. У нее эту повесть взял Мей для прочтения; она ему очень понравилась. В то время он собирался издавать журнал и под этим предлогом не возвращал ее графине. Когда я вернулся в Петербург, то уже ни малейшего Мея не мог найти [...]. Мне было очень досадно, что посредничество мое не удалось».
Не маючи і далі конкретних відомостей щодо публікації «Княгини», Шевченко наприкінці 1856 року просить М. М. Лазаревського з'ясувати стан цієї справи. Надсилаючи йому для надрукування частину повісті «Матрос» (пізніша назва — «Прогулка с удовольствием и не без морали»), поет 8 грудня 1856 року писав: «Тепер от що я тебе проситиму, друже мій єдиний. Якби ти сам побачився с Писемским (за знакомство з ним не будеш мене лаяти) та спитав його, чи бачився він з графинею Т[олстою] і що вона сказала йому про Осипова і про „Княгиню“ К. Дармограя і чи получила вона мои письма. І що він тобі скаже, напиши мені, друже мій єдиний». З російським письменником О. Ф. Писемським Шевченко познайомився навесні 1856 року в Новопетровському укріпленні, листувався з ним і, очевидно, просив сприяти надрукуванню «Княгини».
17 січня 1857 р. М. М. Лазаревський відповів Шевченкові, що ні він, ні С. С. Гулак-Артемовський не змогли розшукати М. О. Осипова, «Писемский в „Отеч[ественных] записках“ не участвует, да его и в П[етер]б[урге] нет теперь. „Княгиня“, кажется, теперь у Н. Д. Бел[озерского], с которым буду видеться и возьму. Отдал ее Кулиш ему». П. О. Куліш, ймовірно, одержав текст повісті від знойомих А. І. Толстої і захопив його із собою в Україну, виїхавши туди в кінці липня 1856 року. 2 серпня він приїхав на хутір Миколаїв (Никольський) під Борзною — маєток М. Д. Білозерського, де міг залишити рукопис «Княгини», маючи намір забрати його згодом. У листі до дружини Олександри Михайлівни (до шлюбу Білозерська) від 15 вересня 1856 року з Києва Куліш зазначив: «„Княгиню“ (Шевченка) привезу». На початку жовтня Куліш повернувся до Петербурга, так і не забравши рукопис повісті в М. Д. Білозерського, про що і розповів М. М. Лазаревському. Одержавши невтішні відомості від М. М. Лазаревського, Шевченко продовжував шукати шляхи для надрукування «Княгини», цього разу покладаючи надії на допомогу П. О. Куліша. У наступному листі від 22 квітня, 8 травня 1857 року поет писав до М. М. Лазаревського: «Лихий його знає, де той Осипов дівся. І Писемського, кажеш, немає в Петербурге. А „Княгиня“, пишеш, у якогось Н. Д. Не знаю, хто се Н. Д. Якби „Княгиню“ взяв на свої руки Куліш, чи не лучше б було? Та й „Матроса“ прибгав би до „Княгини“, та причепурив би їх гарненько, та й пустив би в люде». Поет був особисто знайомий з початку 1847 року з поміщиком М. Д. Білозерським, двоюрідним братом члена Кирило-Мефодіївського братства В. М. Білозерського. У зв'язку з тим, що М. М. Лазаревський у листі назвав М. Д. Білозерського скорочено — «Н. Д. Бел.», Шевченко не зрозумів, про кого йдеться.
Проте П. О. Куліш неприхильно поставився до російських повістей Шевченка. У листі від 20 січня 1858 року він не радив друкувати повісті: «Не хапайся, братику, друкувати московських повістей. Ні грошей, ні слави за них не добудеш. Адже ж і Данте, і Петрарка думали, що прославляться латинськими своїми книгами. Отак тебе морочить ся москальщина. Цур їй!». Різко негативне ставлення П. Куліша до російської прози Шевченка особливо відверто відбилося у листі від 1 лютого 1858 р.: «Про московські ж повісті скажу, що зневажиш ти їми себе перед світом, да й більше нічого. Щоб писать тобі по-московськи, треба жити між московськими писателями і багато дечого набратися. [...] Якби в мене гроші, я б у тебе купив їх усі разом да й спалив. Читав я твою „Княгиню“ і „Матроса“. Може, ти мені віри не піймеш, може, скажеш, що я московщини не люблю, тим і ганю. Так от же тобі: ні одна редакція журнальна не схотіла їх друкувати».
З цього часу у відомому нам листуванні Шевченка вже не з'являються згадки про «Княгиню». Кількарічні його спроби надрукувати твір закінчилися невдачею.
У повідомленні М. М. Лазаревського про продаж рукописів Шевченкових творів — «Извещение о прозаических сочинениях Т. Гр. Шевченка на великорусском языке» — названо й автограф «Княгини»: «Княгиня, 1853 г. Подписано Дармограй (псевдоним Шевченка); без конца, 3 листа — 1/4 л.» («Основа». — 1862. — № 3. — С. 142). В оголошенні йдеться про автограф, який нині зберігається в Інституті літератури, зауваження «без конца» в описі автографа виникло внаслідок непорозуміння — як уже відзначалося, Шевченко спочатку закінчив повість на аркуші 63 і тут поставив дату і підпис, пізніше він дописав два абзаци на зворотному аркуші 64, не повторивши кінцевого підпису і дати, які на попередній сторінці лишилися незакресленими.
Вперше два фрагменти з повісті — від слів «Передо мною наша бедная, старая белая хата...» до слів «И, подумавши еще недолго о железных столбах, я заснул» (аркуш 11-2), від слів «Кто видел хоть издали мачеху...» до слів «...я часто тузил ее тщедушного Степанка» (аркуш 14) — надруковано за автографом у статті О. М. Лазаревського «Материалы для биографии Т. Гр. Шевченка» («Основа». — 1862. — № 3. — С. 3 — 6). У публікації враховано частину виправлень, зроблених на сторінках Шевченкового рукопису невідомою рукою, внесено невелику кількість нових поправок — переважно пропусків та перестановок окремих слів. Найзначніше відхилення від автографа — пропуск рядків з описом саду поетового дитинства від слів «Да какой сад!» до слів «...другого такого саду нет на всем свете» (аркуш 1).

## Видання
Уперше повний текст повісті опубліковано в журналі «Киевская старина» (1884. — № 3. — С. 393 — 422). Текст друкувався з писарської копії (зберігається серед матеріалів редакції «Киевской старины», Інститут рукопису Національної бібліотеки України ім. В. І. Вернадського, ф. 1, № 500), зробленої, ймовірно, з надісланої М. П. Драгомановим копії «Княгини», що через рукопис, пересланий Шевченком Бр. Залеському, походить від відомого нині автографа, коли його вже було виправлено іншою рукою. Ці правки в копії «Киевской старины» введено до основного тексту. Про безсумнівний генетичний зв'язок копії «Киевской старины» з відомим нам автографом свідчать також деякі механічно перенесені до неї неузгодженості останнього. Наприклад, речення «Видал я много на своем веку таки порядочные сады» (аркуш 11) буквально повторює автограф, в якому авторська правка не доведена до кінця: виправивши два останні слова речення «порядочные сады» замість «порядочных садов», Шевченко лишив незакресленим слово «много» (аркуш 11). У копії, як і в автографі, підпис «К. Дармограй» та рік створення повісті «1853» стоять перед двома останніми абзацами — пізніше дописаним завершенням твору. Кілька особливостей копії «Киевской старины», що потрапили і до публікації, відсутні в автографі й, очевидно, безпосередньо походять від рукопису Бр. Залеського. Йдеться про написану після заголовка присвяту «Посвящается Б. Ф. Засецкому» (в рукопису, мабуть, було «Залецкому», так іноді писав прізвище Бр. Залеського Шевченко; «Засецкому», найімовірніше, помилка переписувача). У рукопису повісті, що належав Бр. Залеському, очевидно, продовжено зроблене в автографі невідомою особою доповнення до згадки про «Чорну раду»: в автографі до слів «знаменитая Черная рада» на полях дописано: «вследствие которой Брюховецкий отрубил голову своєму сопернику» (арк. 21), у копії додано: «Якову Сомку» (арк. 82). У тексті копії — редакторські виправлення олівцем (стилістичного характеру) та виноски з поясненням окремих слів і виразів, що належать видавцеві й редактору «Киевской старины» Ф. Г. Лебединцеву. Усі вони враховані в публікації твору. Публікацію супроводжувала редакційна передмова.
Уперше повість введено до збірки творів у виданні: «Поэмы, повести и рассказы Т. Г. Шевченка, писанные на русском языке. С. портретом поэта» / Издание редакции «Киевской старины» (Киев, 1888. — С. 659 — 690). Текст подано за першодруком. Уперше введено до зібрання творів у виданні: «Шевченко Т. Повна збірка творів: У 5 т.» (К., 1939. — Т. 3. — С. 125 — 160), де здійснено першу наукову публікацію повісті за автографом.

## Сюжет
У творі використано окремі сюжетні мотиви й епізоди написаної 1847 року на засланні поеми «Княжна» (мотив нерівного шлюбу, епізоди розгульного життя князя, голоду й пожежі на селі тощо). Порівняно з поемою повість — новий варіант історії руйнування й виродження поміщицької родини, теми, що розроблялася в багатьох Шевченкових творах («Петрусь», «Музыкант», «Несчастный» й інших). Центр розповіді в «Княгине» зміщується з дочки-княжни на матір, життя якої закінчується божевіллям. Сцена божевілля княгині близька до заключних епізодів поем «Слепая» і «Марина». Як і в інших повістях, жорстоким й аморальним поміщикам — князю Мордатову, Катерині Лук'янівні, що занапастила долю єдиної доньки, Шевченко протиставляє «добрих людей» з народу — заможного селянина Степановича, няньку Микитівну, які взяли на себе догляд покинутої доньки княгині. На образі Степановича, як і Якима Гирла (повість «Наймичка»), Тумана (повість «Капитанша»), позначився вплив позитивних героїв повістей Г. Ф. Квітки-Основ'яненка — Наума Дрота («Маруся»), Тихона Бруса («Добре роби — добре й буде»). В описі села й батьківської садиби на початку повісті Шевченка можна побачити зв'язок з оповідною манерою М. В. Гоголя.

## Автограф
Чистовий автограф повісті зберігається в Інституті літератури ім. Т. Шевченка (ІЛ, ф. 1, № 93). Рукопис на 12-ти аркушах паперу, за авторською нумерацією — на 6-ти складених удвоє аркушах. В автографі є авторські поправки і доповнення, більшість з них зроблено в процесі переписування. Спочатку Шевченко закінчив повість на аркуші 63, в кінці сторінки під текстом він поставив авторський підпис-псевдонім «К. Дармограй» і дату «1853». Пізніше на аркуші 64 дописав ще два абзаци — остаточне закінчення твору. У тексті є окремі граматичні неузгодженості, не завжди уніфіковано імена персонажів. На аркуші 44 — малюнки поета: начерки губ і незакінчений профіль. В автографі повісті — виправлення (переважно стилістичного плану), доповнення чорнилом невідомою рукою, тією самою, що й в автографі «Варнака».